# Antoni Władysław Gluziński

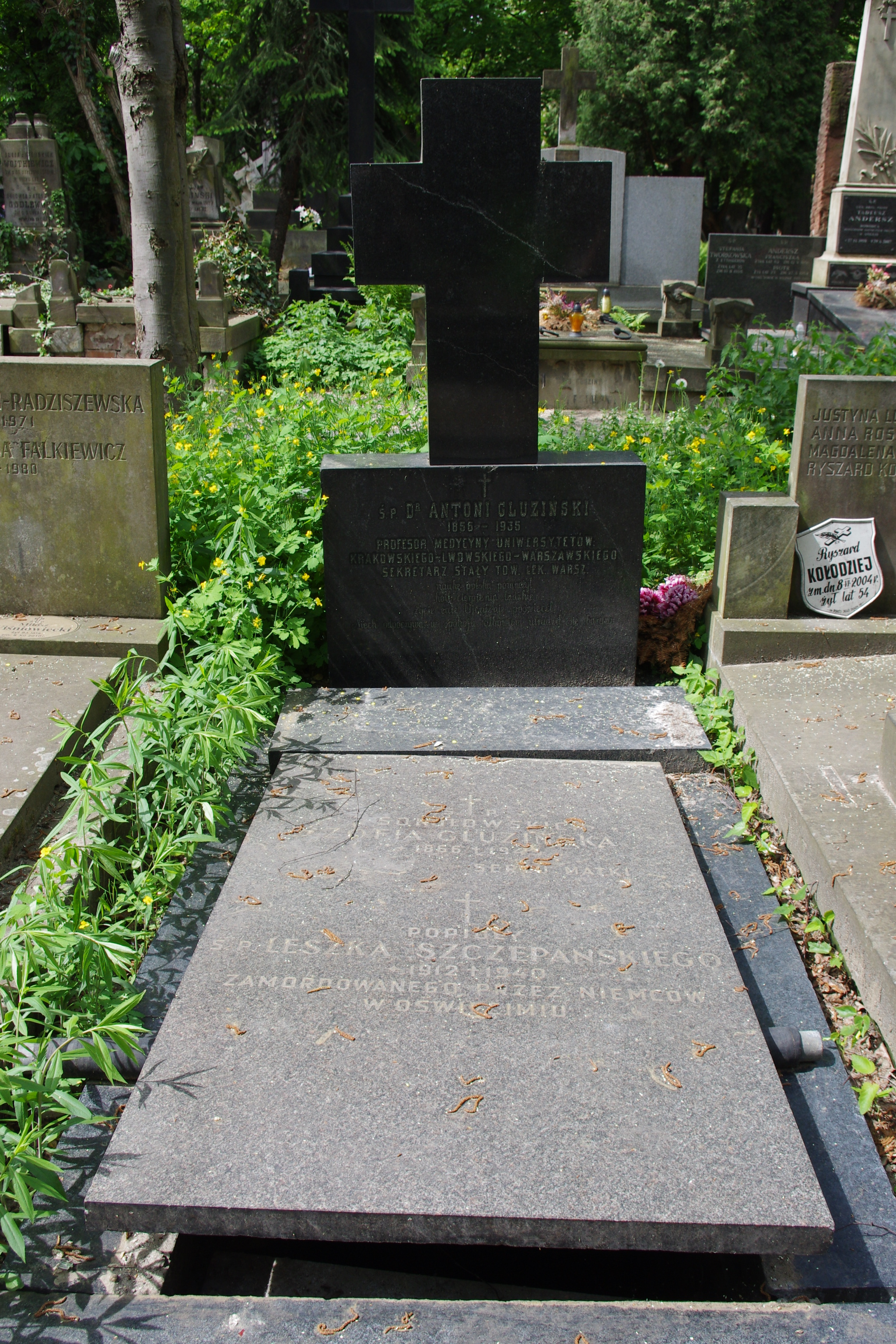
Grób Antoniego Gluzińskiego na Starych Powązkach w Warszawie

Antoni Władysław Gluziński (ur. 18 maja 1856 we Włocławku, zm. 10 kwietnia 1935 w Warszawie) – polski lekarz internista, patolog, klinicysta i nauczyciel.

## Życiorys
Urodził się 18 maja 1856 we Włocławku. Pochodził z rodziny o tradycjach lekarskich. Był synem Franciszka Macieja oraz bratem  Zofii (jej synem był Lesław Węgrzynowski, także lekarz).
W 1880 ukończył studia na Collegium Medicum Uniwersytetu Jagiellońskiego. Tam był asystentem w Katedrze Fizjologii, w 1885 habilitował się i wykładał patologię i terapię chorób wewnętrznych. Przez pewien czas pracował u boku prof. Kocha w Berlinie. Od 1890 pełnił funkcję profesora na Uniwersytecie Jagiellońskim. W 1893 objął tam Katedrę Patologii Ogólnej i Doświadczalnej. Był profesorem nadzwyczajnym patologii ogólnej na Uniwersytecie Jagiellońskim. Po stworzeniu Wydziału Lekarskiego Uniwersytetu Lwowskiego w 1897 objął tam posadę z poleceniem zorganizowania tamże kliniki. Był profesorem zwyczajnym chorób wewnętrznych na Uniwersytecie Lwowskim. Był prorektorem, a w latach 1905-1906 był rektorem Uniwersytetu Lwowskiego. Był posłem-wirylistą do Sejmu Krajowego Galicji, a w 1919 w Warszawie. Antoni Władysław Gluziński jest autorem prac o fizjologii, patologii i diagnostyce przewodu pokarmowego. Za sprawą jego organizacji kliniki, osiągnięć naukowych i w kształceniu medyków powstało określenie „szkoły Gluzińskiego”. Po przeniesieniu ze Lwowa do Warszawy został szefem katedry na tamtejszym Uniwersytecie Warszawskim, kierownikiem Kliniki Chorób Wewnętrznych do 1931, dziekanem Wydziału Lekarskiego. Po przejściu w stan spoczynku był emerytowanym profesorem patologii i terapii szczegółowej chorób wewnętrznych.
Jest także jednym z założycieli Towarzystwa Internistów Polskich oraz Towarzystwa Walki z Gruźlicą, został członkiem honorowym Towarzystwa Przeciwgruźliczego. Jest twórcą stosowanej przez pół wieku w całej Europie metody wczesnego rozpoznawania raka żołądka. Organizator pierwszej polskiej przychodni przeciwgruźliczej. Był czynnym członkiem rzeczywistym Polskiej Akademii Umiejętności. Był także honorowym członkiem wielu towarzystw lekarskich (Praga, Zagrzeb, Belgrad, Kraków, Lwów, Warszawa, Poznań, Wino, Katowice i z wielu innych miast polskich, w praktyce niemal wszystkich towarzystw polskich). Otrzymał tytuł doktora honoris causa Uniwersytetu Stefana Batorego w Wilnie. Był pierwszym honorowym prezesem Związku Lekarzy Słowiańskich. Według stanu z 1914 był prezesem sekcji balneolekarskiej Krajowego Związku Zdrojowisk i Uzdrowisk we Lwowie.
Zmarł 10 kwietnia 1935 w Warszawie. Został pochowany na cmentarzu Powązkowskim w Warszawie 13 kwietnia 1935 (kwatera 166-5-10). Był żonaty z Zofią z domu Sokołowską herbu Gozdawa (1866-1943), mieli sześcioro dzieci.
- Tadeusz (1888-1940) - polityk, członek Związku Ludowo-Narodowego, Stronnictwa Narodowego i Obozu Narodowo-Radykalnego[12],
- Maria (1890-1950) - żona Zdzisława Szczepańskiego[13],
- Władysław (1893-1899)[14],
- Lech (1894-1918)[15] - lekarz, podporucznik, w czasie walk o Lwów adiutant szefa sanitarnego Naczelnej Komendy Obrony Lwowa. Wzięty do niewoli przez Ukraińców, zabity 29 grudnia 1918 r., pochowany na Cmentarzu Orląt Lwowskich[16],
- Janina (1896-1972) - śpiewaczka, żona pisarza Kornela Makuszyńskiego[17],
- Kazimierz (1900-1969) - uczestnik walk o Lwów w 1918 r., działacz narodowy[18].

## Publikacje
- Polskie Archiwum Medycyny Wewnętrznej

## Odznaczenia
- Krzyż Komandorski Orderu Odrodzenia Polski (29 grudnia 1921)[19][20]
- Krzyż Wielki Orderu Świętego Sawy – Jugosławia[3]
- Krzyż Wielki Orderu Orła Białego – Jugosławia[3]
- Krzyż Komandorski Orderu Lwa Białego – Czechosłowacja[3]